# Mobile ad hoc network

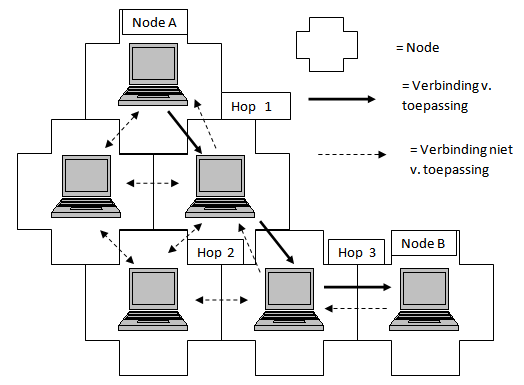
Fig.1 Estructura d'una xarxa ad hoc

Mobile ad hoc network (amb acrònim MANET), també conegut com a wireless ad hoc network (WANET), és una xarxa ad hoc i, per tant, vol dir que no hi ha equips d'infraestructura prèvia (és a dir, encaminadors o punts d'accés típics de xarxes infraestructura). En una xarxa ad hoc, cada node participa en l'enrutament de les dades a altres nodes tot decidint el millor camí mitjançant algun algorisme donat.

## Tipus
- VANETs (Vehicular ad hoc network)
- SPANs (Smart phone ad hoc network)
- iMANETs (Internet-based mobile ad-hoc networks)
- FANETs (Flying ad hoc networks)